# 弗耶陨石坑
弗耶陨石坑（Feuillée）是月球正面位于雨海东南部的一座小撞击坑，其名称取自法国普罗旺斯教士博物学家、天文学家、地理学家暨博物学家路易·弗耶（Louis Feuillée，1660年－1732年），1935年被国际天文学联合会正式接受。

## 描述

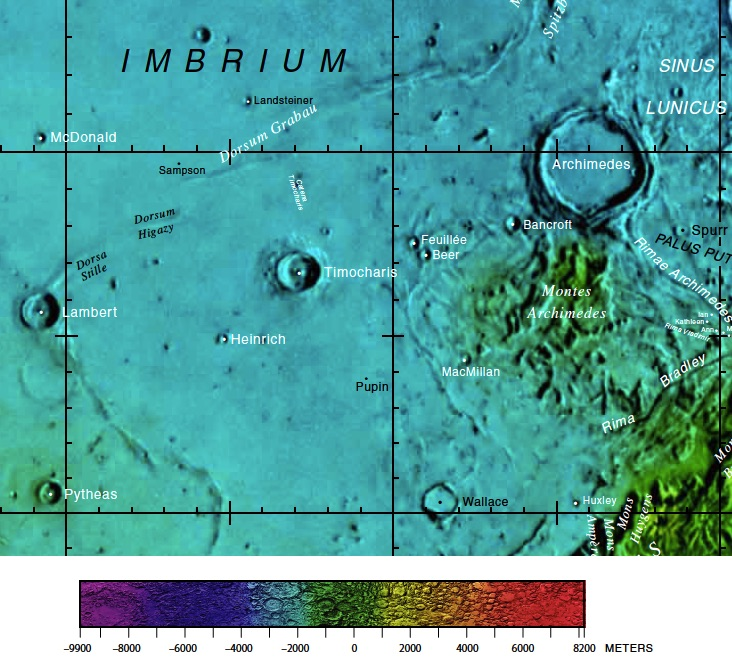
比尔陨石坑的周边，月球正面区域图。

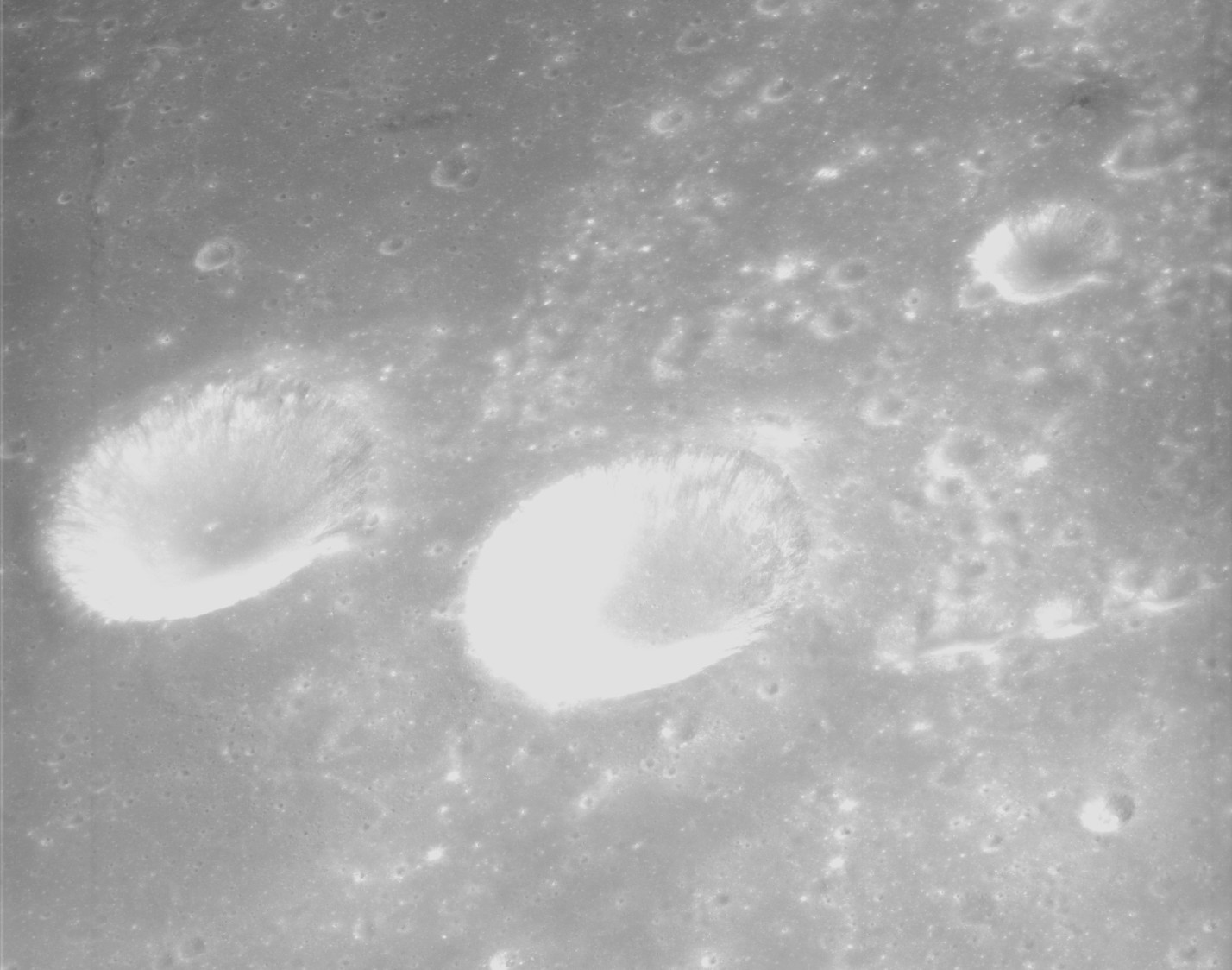
阿波罗15号全景相机拍摄的斜视图

该陨坑东南紧靠大小类似的比尔陨石坑、西面毗邻更大的梯摩恰里斯陨石坑，班克罗夫特陨石坑及阿基米德环形山位于它的东面，此外，在该侧还分布有阿基米德山脉及阿基米德月溪。该陨坑中心月面坐标为27°22′N 9°28′W / 27.37°N 9.46°W，直径8.94公里，深约1.48公里。
弗耶陨石坑外观呈圆杯状，几乎未受到明显的侵蚀和磨损，坑壁尖峭侧立，平整的内壁呈现较高的反照率。坑壁最大高出周边地形330米，内部容积约28.58立方千米，形态特征隶属ALC 型（以该类陨石坑的典型代表—卫星坑阿尔巴塔尼环形山 C所命名）。
该陨坑横跨在雨海表面一道皱岭上，当它处于月球晨昏圈下的阳光斜照时为最佳观察时机。

## 另请参阅
- Andersson, L. E.; Whitaker, E. A. . NASA RP-1097. 1982.
- Blue, Jennifer. . USGS. July 25, 2007  [2007-08-05]. （原始内容存档于2012-04-08）.
- Bussey, B.; Spudis, P. . New York: Cambridge University Press. 2004. ISBN 978-0-521-81528-4.
- Cocks, Elijah E.; Cocks, Josiah C. . Tudor Publishers. 1995. ISBN 978-0-936389-27-1.
- McDowell, Jonathan. . Jonathan's Space Report. July 15, 2007  [2007-10-24]. （原始内容存档于2012-05-26）.
- Menzel, D. H.; Minnaert, M.; Levin, B.; Dollfus, A.; Bell, B. . Space Science Reviews. 1971, 12 (2): 136–186. Bibcode:1971SSRv...12..136M. doi:10.1007/BF00171763.
- Moore, Patrick. . Sterling Publishing Co. 2001. ISBN 978-0-304-35469-6.
- Price, Fred W. . Cambridge University Press. 1988. ISBN 978-0-521-33500-3.
- Rükl, Antonín. . Kalmbach Books. 1990. ISBN 978-0-913135-17-4.
- Webb, Rev. T. W.  6th revised. Dover. 1962. ISBN 978-0-486-20917-3.
- Whitaker, Ewen A. . Cambridge University Press. 1999. ISBN 978-0-521-62248-6.
- Wlasuk, Peter T. . Springer. 2000. ISBN 978-1-85233-193-1.

## 外面链接
- 月球数码摄影图集. （页面存档备份，存于）
- 阿波罗15、17号拍摄弗耶陨石坑. （页面存档备份，存于）
- LAC-41 图中的弗耶陨石坑. （页面存档备份，存于）
- [hthttp://www.lpi.usra.edu/resources/mapcatalog/usgs/I463/ 弗耶陨石坑周边月面图.] （页面存档备份，存于）
- LM-41 图中的弗耶陨石坑. （页面存档备份，存于）
- 弗耶陨石坑周边地形图. （页面存档备份，存于）
- 我将为此干杯. （页面存档备份，存于）
- 维基月球环形山在线解说-弗耶陨石坑. （页面存档备份，存于）
- Andersson, L.E., and E.A. Whitaker, 美国宇航局月球地名目录,美国宇航局参考出版物 1097, 1982年10月. （页面存档备份，存于）